# إيغناس فان دير بريمت
إيغناس فان دير بريمت (مواليد 1 أبريل 2002) هو لاعب كرة قدم بلجيكي يلعب كمدافع في نادي ريد بل سالزبورغ.

## وصلات خارجية
- إيغناس فان دير بريمت على موقع الاتحاد الأوربي (الإنجليزية)
- إيغناس فان دير بريمت على موقع قاعدة بيانات كرة القدم.إي يو (الإنجليزية)
- إيغناس فان دير بريمت على موقع Soccerway.com (الإنجليزية)
- إيغناس فان دير بريمت على موقع عالم كرة القدم.نت (الإنجليزية)